# Roberto Albores Guillén
Roberto Albores Guillén är en ort i Mexiko.   Den ligger i kommunen Acala och delstaten Chiapas, i den sydöstra delen av landet, 700 km öster om huvudstaden Mexico City. Roberto Albores Guillén ligger 421 meter över havet och antalet invånare är 172.
Terrängen runt Roberto Albores Guillén är platt söderut, men norrut är den kuperad. Runt Roberto Albores Guillén är det ganska tätbefolkat, med 52 invånare per kvadratkilometer. Närmaste större samhälle är Acala, 1,4 km nordost om Roberto Albores Guillén. I omgivningarna runt Roberto Albores Guillén växer huvudsakligen savannskog.